# ローランズ・カルニンシュ
ローランズ・カルニンシュ (Rolands Kalniņš、1922年5月9日 - 2022年5月17日) は、ラトビアの映画監督。
1980年、映画「en:Saruna ar karalieni」が、最高のドキュメンタリ映画としてラトビア映画賞を受賞した。
2022年5月17日、100歳で死去。100歳の誕生日の八日後であった。